# Dorothée Berryman
Dorothée Berryman (* 28. April 1948 in Quebec) ist eine kanadische Schauspielerin und Sängerin.

## Leben
Dorothée Berryman hat in vielen unterschiedlichen TV-Serien sowie in Filmen wie Die rote Violine, Maddy tanzt auf dem Mond, Der Untergang des amerikanischen Imperiums, Die Invasion der Barbaren, Scanners II - Eine neue Generation mitgespielt.
Da Berryman fließend Französisch und Englisch spricht, war sie auch in US-amerikanischen Produktionen zu sehen, so z. B. in der Rolle der Mary Todd Lincoln in der TV-Miniserie Jackie Bouvier Kennedy Onassis (2000).
Berryman ist auch als Jazzsängerin tätig und hat bisher zwei Alben produziert.

## Filmografie
- 1986: Der Untergang des amerikanischen Imperiums (Le Déclin de l’empire américain)
- 1990: Scheinehe (Les noces de papier)
- 1991: Scanners II (Scanners II: The New Order)
- 1992: Die Schrubber-Gang (Tirelire Combines & Cie)
- 1995: Die falsche Mörderin (The Wrong Woman)
- 1997: Maddy tanzt auf dem Mond (Dancing on the Moon)
- 1998: Die rote Violine (The Red Violin)
- 1999: Verhängnisvolle Entführung (Taken)
- 2003: Die Invasion der Barbaren (Les invasions barbares)
- 2011: French Immersion